# Hugo-Josef Simecek
Hugo-Josef Simecek (* 16. Juni 1904 in Wien; † 13. Juli 1965 in Rheinhausen) war ein deutscher Kommunalpolitiker und Landrat (SPD).

## Leben und Beruf
Nach dem Schulbesuch studierte er an der Universität Wien. Nach dem Staatsexamen war er bis zum Berufsverbot im Jahre 1933 in Wien und Berlin als Journalist tätig. Ab 1945 arbeitete er bei der Neuen Ruhr Zeitung. Von 1955 bis 1964 war er hauptamtlicher Geschäftsführer des SPD-Unterbezirks Moers.
Er war verheiratet und hatte zwei Kinder.

## Abgeordneter
Dem Kreistag des ehemaligen Landkreises Moers gehörte er vom 13. Oktober 1946 bis zum 26. September 1964 an. Von 1956 bis 1965 war Simecek Mitglied des Stadtrates der Stadt Rheinhausen.

## Öffentliche Ämter
Vom 8. November 1948 bis zu seinem Rücktritt am 2. April 1963 war er ununterbrochen Landrat des Landkreises Moers.
Hugo-Josef Simecek war in verschiedenen Gremien des Landkreistages NW tätig.